# Dacrydium nausoriense
Dacrydium nausoriense — вид хвойних рослин родини подокарпових.
Видовий епітет вказує на нагір'я Наусорі (Nausori Highlands) на о. Віті Леву, де вид був описаний.

## Опис
Дерево середніх розмірів, до 25 м у висоту і 50 см діаметра. Кора лущиться на великі пластини, зовні коричнева, вивітрюючись стає сірою, всередині кора від рожевої до червонуватої. Листки молодих рослин розміром 10-15 на 0.3 мм. Листки рослин перехідного віку 3-5 мм довжиною. Листки дорослих рослин 1-1.5 мм довжиною, 0.3-0.4 мм шириною. Пилкові шишки розміром 4-6 на 1-1.2 мм. Насіннєві шишки довжиною ≈ 3 мм. Насіння одне в шишці, вільне від листків, яйцеподібне, 3.5-4 мм довжиною, блискуче коричневе.

## Поширення, екологія
Країни поширення: Фіджі (Віті-Леву і Вануа-Леву). Оцінкова площа проживання набагато менше, ніж 500 км2. Росте в субгірських лісах (300-600 м над рівнем моря); часто асоціюється з відростанням у вирубаних лісах, занедбаними садовими ділянками або краями лісу з антропогенними пасовищами. Кількість опадів коливається від 2000 до 3500 мм на рік з сухим сезоном з червня по жовтень. Повідомляється, що повільно зростає, особливо в молодому віці.

## Використання
Високо цінується за деревину, яка використовується для загального будівництва та столярних виробів.

## Загрози та охорона
Основні загрози: надмірна експлуатація для деревини й втрати середовища існування через вирубку лісів для ведення сільського господарства і пастушку діяльність. Нині цей вид не відомий у будь-яких з охоронних районів.